# Acide lutéique
L’acide lutéique est un acide organique présent dans des ellagitanins, type de tanins hydrolysables. C'est un produit naturel que l'on trouve dans des fruits, notamment ceux de Terminalia chebula.
L'acide lutéique est la monolactone de l'acide hexahydroxydiphénique. Il est présent dans la structure des tanins alnusiine et bicornine.

structure de l'acide hexahydroxydiphénique.
L'acide ellagique est la dilactone de l'acide hexahydroxydiphénique.